# Vinci (företag)
Vinci är ett internationellt företag inom bygg och anläggning som har sitt säte i Frankrike.

## Vinci Energies
Divisionen Vinci Energies är verksam inom Digital Transformation och energiomställning. I Sverige representeras Vinci Energies genom följande varumärken: Actemium, Axians, Emil Lundgren, Eitech, Inac, Omexom och Envico. Totalt arbetar ca 2800 personer inom Vinci Energies olika varumärken i Sverige. 